# Visa-Informationssystem
Das Visa-Informationssystem (VIS oder EUVIS) ist ein System zum Austausch von Daten über Kurzzeit-Visa zwischen den Mitgliedstaaten des Schengenraums. Am 11. Oktober 2011 nahm das System seinen Betrieb auf. Den Zugang für deutsche Behörden regelt das VIS-Zugangsgesetz.

## Funktionsweise
Das VIS besteht aus einer zentralen Datenbank, einer nationalen Schnittstelle in den Schengen-Staaten und einer Infrastruktur zur Kommunikation zwischen beiden. Durch die nationalen Schnittstellen werden Daten zu allen im Schengen-Staat durchgeführten Anträgen, Ausstellungen, Ablehnungen, Annullierungen, Widerrufen und Verlängerungen von Visa durch die zuständigen Autoritäten in das System eingespeist.
Zwei Systeme umfasst das VIS: Die zentrale Datenbank, welche eine alphanumerische Suchfunktion besitzt, sowie ein automatisiertes System zur Identifizierung von Fingerabdrücken (AFIS), welches neue und bereits in der Datenbank aufgenommene Fingerabdrücke vergleicht.
Offizieller Träger des Systems ist EU-LISA in Tallinn, Estland. Die Hauptdatenbank des VIS befindet sich in einem Rechenzentrum in Straßburg (Frankreich), während ein Backupsystem in St. Johann im Pongau (Österreich) für eine Sicherung ihrer Funktionsweise sorgt.
Durch das neue Visa-Informationssystem können Behörden leichter und schneller die Identitäten von Inhabern eines Visums direkt beim Grenzübergang verifizieren und überprüfen. Alle neuen Eingaben in das System sind innerhalb weniger Minuten für alle nationalen Stellen verfügbar.
In Deutschland ist der Zugang von Behörden zum Visa-Informationssystem im VIS-Zugangsgesetz (VISZG) geregelt. Das Gesetz tritt am 1. September 2013 in Kraft.

## Start des Systems und Anwendungsbereich
Am 11. Oktober 2011 hat das System seine Arbeit aufgenommen.

### Erste Region
Zunächst war es jedoch auf Konsulate in der Region Nord-Afrika (Algerien, Ägypten, Libyen, Mauretanien, Marokko und Tunesien) begrenzt. Der Zeitplan für weitere Regionen ist in der Entscheidung 2010/49/EC der Europäischen Kommission festgelegt.

### Zweite und dritte Region
Am 10. Mai 2012 ist die Region Naher Osten (Israel, Jordanien, Libanon und Syrien) und am 2. Oktober 2012 die Golf-Region (Afghanistan, Bahrain, Iran, Irak, Kuwait, Oman, Katar, Saudi-Arabien, Vereinigte Arabische Emirate und Jemen) an das System angeschlossen worden.

### Vierte und fünfte Region
Nach dem Beschluss vom 7. März 2013 wurden die vierte und fünfte Region zum 14. März 2013 hinzugefügt. Es handelt sich bei der vierten Region um Benin, Burkina Faso, Côte d’Ivoire, Gambia, Ghana, Guinea, Guinea-Bissau, Kap Verde, Liberia, Mali, Niger, Nigeria, Senegal, Sierra Leone und Togo. Die fünfte Region umfasst Äquatorialguinea, Burundi, die Demokratische Republik Kongo, Gabun, Kamerun, die Republik Kongo, Ruanda, São Tomé und Principe, Tschad und die Zentralafrikanische Republik.

### Sechste und siebente Region
Mit dem Beschluss vom 5. Juni 2013 wurden die sechste und siebente Region ergänzt. Die sechste Region umfasst die Komoren, Dschibuti, Eritrea, Äthiopien, Kenia, Madagaskar, Mauritius, die Seychellen, Somalia, den Sudan, den Südsudan, Tansania und Uganda. Die siebente Region besteht aus Angola, Botswana, Lesotho, Malawi, Mosambik, Namibia, Sambia, Simbabwe, Südafrika und Swasiland.

### Achte Region
Der Durchführungsbeschluss der Kommission vom 20. August 2013 nennt die Staaten der achten Region. Es sind: Argentinien, Bolivien, Brasilien, Chile, Kolumbien, Ecuador, Paraguay, Peru, Uruguay und Venezuela. In Betrieb übernommen wurde die achte Region zum 5. September 2013.

### Neunte, zehnte und elfte Region
Mit dem Durchführungsbeschluss der Kommission vom 8. November 2013 werden die Staaten der neunten, zehnten und elften Region genannt. Es sind in der neunten Region: Kasachstan, Kirgistan, Tadschikistan, Turkmenistan und Usbekistan.
Die zehnte Region umfasst die Staaten Brunei, Birma/Myanmar, Kambodscha, Indonesien, Laos, Malaysia, Philippinen, Singapur, Thailand und Vietnam. Das „besetzte palästinensische Gebiet“ ist die elfte Region.

### Zwölfte bis fünfzehnte Region
Gemäß dem Durchführungsbeschluss der Kommission vom 7. Mai 2014 werden die Staaten der zwölften bis fünfzehnten Region genannt.
Die Staaten der zwölften Region sind Costa Rica, El Salvador, Guatemala, Honduras, Nicaragua und Panama. Zur dreizehnten Region gehören Kanada, Mexiko und die Vereinigten Staaten von Amerika. Die vierzehnte Region wird gebildet aus Antigua und Barbuda, die Bahamas, Barbados, Belize, Kuba, Dominica, die Dominikanische Republik, Grenada, Guyana, Haiti, Jamaika, St. Kitts und Nevis, St. Lucia, St. Vincent und die Grenadinen, Surinam sowie Trinidad und Tobago. Die fünfzehnte Region umfasst Australien, Fidschi, Kiribati, die Marshallinseln, Mikronesien, Nauru, Neuseeland, Palau, Papua-Neuguinea, Samoa, die Salomonen, Timor-Leste, Tonga, Tuvalu und Vanuatu. Der Betrieb für diese Regionen hat zum 15. Mai 2014 begonnen.

## Hintergrund
Seine wichtigsten Rechtsgrundlagen findet das VIS in der Entscheidung 2004/512/EG des Rates und der Verordnung (EG) Nr. 767/2008, welche Bedingungen und Verfahren für den Austausch von Visa-Daten zwischen den Mitgliedstaaten der Europäischen Union (EU) und assoziierten Ländern, die die gemeinsame Visumpolitik anwenden, enthält. Hauptziele des VIS sind die Vereinfachung von Visaantragsverfahren, die Verhinderung des „Visum-Shoppings“, sowie Betrugsbekämpfung. Die Zuständigkeit für die Entwicklung des VIS liegt bei der Europäischen Kommission.